# System kooperacji partii
System kooperacji partii – system partyjny występujący w państwach demokratycznych, charakteryzujący się istnieniem wielu partii politycznych, rywalizujących ze sobą w okresie przedwyborczym, jednak po wyborach wszystkie lub większość partii współpracuje ze sobą ponad podziałami tworząc koalicyjny rząd, działający zgodnie z ustaleniami międzypartyjnymi.
Przykłady:
- Szwajcaria
- Austria (1955–1966)